# Mistrzostwa Europy w Piłce Nożnej Kobiet 2025 (eliminacje)/Grupa B4
W Grupie B4 eliminacji Mistrzostw Europy w Piłce Nożnej Kobiet 2025 brały udział następujące zespoły:
- Walia
- Chorwacja
- Ukraina
- Kosowo

## Tabela
| Zespół    | Pkt | M | W | R | P | Br+ | Br− | +/− |
| --------- | --- | - | - | - | - | --- | --- | --- |
| Walia     | 14  | 6 | 4 | 2 | 0 | 18  | 3   | +15 |
| Ukraina   | 11  | 6 | 3 | 2 | 1 | 11  | 4   | +7  |
| Chorwacja | 9   | 6 | 3 | 0 | 3 | 4   | 9   | -5  |
| Kosowo    | 0   | 6 | 0 | 0 | 6 | 0   | 17  | -17 |

## Wyniki
| 5 kwietnia 2024 17:00 CEST | Ukraina · Petryk 28' (k) · Khimich 34' | 2:0(2:0)Raport | Kosowo | Mardan Spor Kompleksi, Antalya Widzów: 45 Sędzia: Karoline Wacker |
|                            |                                        |                |        |                                                                   |

| 5 kwietnia 2024 20:15 CEST | Walia · Fishlock 4', 50' · Rowe 51' · James 56' | 4:0(1:0)Raport | Chorwacja | Racecourse Ground, Wrexham Widzów: 4 117 Sędzia: Zuzana Valentová |
|                            |                                                 |                |           |                                                                   |

| 9 kwietnia 2024 14:00 CEST | Kosowo | 0:6(0:2)Raport | Walia · 30', 60' Rowe · 44' Green · 62' Morgan · 85', 90+3' Hughes | Stadion Miejski, Podujevo Widzów: 200 Sędzia: Galiya Echeva |
|                            |        |                |                                                                    |                                                             |

| 9 kwietnia 2024 16:00 CEST | Chorwacja · Lojna 18' | 1:0(1:0)Raport | Ukraina | Stadion ŠRC, Zaprešić Widzów: 200 Sędzia: Zulema González |
|                            |                       |                |         |                                                           |

| 31 maja 2024 20:15 CEST | Walia · Barton 64' (k) | 1:1(0:1)Raport | Ukraina · 3' Andrukhiv | Parc y Scarlets, Llanelli Sędzia: Shona Shukrula |
|                         |                        |                |                        |                                                  |

| 31 maja 2024 CEST | Kosowo | 0:1(0:0)Raport | Chorwacja · 58' Rudelić | Stadion Miejski, Podujevo Widzów: 350 Sędzia: Kristina Georgieva |
|                   |        |                |                         |                                                                  |

| 4 czerwca 2024 20:00 CEST | Ukraina · Kalinina 34' · Kozlova 90+8' | 2:2(1:0)Raport | Walia · 74' (k) Barton · 77' Fishlock | Stadion Dyskobolii, Grodzisk Wielkopolski Sędzia: Caroline Lanssens |
|                           |                                        |                |                                       |                                                                     |

| 4 czerwca 2024 20:00 CEST | Chorwacja · Rudelić 15' · Marković 74' | 2:0(1:0)Raport | Kosowo | Stadion im. Branka Čavlovicia-Čavleka, Karlovac Sędzia: Michaela Pachtova |
|                           |                                        |                |        |                                                                           |

| 12 lipca 2024 18:00 CEST | Kosowo | 0:4(0:4)Raport | Ukraina · 3' Apanaszczenko · 8' Chimycz · 21' Basanska · 27' Krawczuk | Stadion im. Fadila Vokrriego, Prisztina Sędzia: Zuzana Valentová |
|                          |        |                |                                                                       |                                                                  |

| 12 lipca 2024 20:15 CEST | Chorwacja | 0:3(0:1)Raport | Walia · 14' Fishlock · 66' Ingle · 89' (k) Barton | Stadion im. Branka Čavlovicia-Čavleka, Karlovac Sędzia: Marta Huerta de Aza |
|                          |           |                |                                                   |                                                                             |

| 16 lipca 2024 19:00 CEST | Walia · Fishlock 8' · McAteer 27' | 2:0(2:0)Raport | Kosowo | Parc y Scarlets, Llanelli Sędzia: Deborah Anex |
|                          |                                   |                |        |                                                |

| 16 lipca 2024 19:00 CEST | Ukraina · Korsun 31' · Krawczuk 35' | 2:0(2:0)Raport | Chorwacja | Petar Miloševski Training Centre, Skopje Sędzia: Louise Thompson |
|                          |                                     |                |           |                                                                  |

## Strzelczynie

### 5 goli
- Jess Fishlock

### 3 gole
- Kayleigh Barton
- Rachel Rowe

### 2 gole
- Ivana Rudelić
- Roksołana Krawczuk
- Elise Hughes

### 1 gol
- Izabela Lojna
- Ana Maria Marković
- Veronika Andrukhiv
- Daryna Apanaszczenko
- Olha Basanska
- Tamiła Chimycz
- Yana Kalinina
- Kateryna Korsun
- Tamila Khimich
- Nicole Kozlova
- Anna Petryk
- Kayleigh Green
- Sophie Ingle
- Angharad James
- Mary McAteer
- Ffion Morgan